# Legionærsyge
Legionærsyge er en alvorlig form for lungebetændelse, der forårsages af bakterien legionella. Legionærsyge kan under epidemier have en dødelighed på 10-20%.[kilde mangler] Også lever, nyrer og centralnervesystemet kan blive ramt af infektionen.
Symptomer på sygdommen er blandt andet høj feber, træthed, forvirring og smerter i brystet. 
Legionærsyge skyldes ofte indånding af vanddråber med legionella, som for eksempel når man er i brusebad.

## Udbredelse
Der registreres siden 2017 mellem 200 og 300 tilfælde af legionærsyge i Danmark hvert år.
Sundhedsafdelinger i USA rapporterer om næsten 10.000 tilfælde af legionærsyge hvert år.

## Større udbrud af legionærsyge
- 1976 Philadelphia, USA – 29 døde og 182 smittede
- 1999 Bovenkarspel, Nederland – mindst 32 døde og 200 smittede
- 2001 Stavanger, Norge
- 2001 Murcia, Spanien – 6 døde og 600 smittede
- 2002 Dordogne, Frankrig – 6 døde
- 2004 Lens, Frankrig – 7 døde
- 2005 Fredrikstad, Norge
- 2012 Quebec - 14 døde. [5]